# Uruguay aux Jeux olympiques d'hiver de 1998
C'est la seule participation de l'Uruguay aux Jeux olympiques. Le pays est représenté par Gabriel Hottegindre  qui s'aligne sur l'épreuve du slalom et finira 24 secondes après Hans Petter Buraas.

## Délégation
Le tableau suivant montre le nombre d'athlètes uruguayens dans chaque discipline :
| Sport     | Hommes | Femmes | Total |
| --------- | ------ | ------ | ----- |
| Ski Alpin | 1      | 0      | 1     |
| Total     | 1      | 0      | 1     |

## Résultats

### Ski alpin
| Nom                 | Épreuve    | Place | Résultat |
| ------------------- | ---------- | ----- | -------- |
| Gabriel Hottegindre | Slalom (m) | 24e   | 2:03.27  |